# Soissons
Soissons là một xã ở tỉnh Aisne, vùng Hauts-de-France thuộc miền bắc nước Pháp. Cách Paris 100 km (60 dặm) về phía đông nam. Đây là một trong những xã cổ xưa nhất của Pháp, và có lẽ là cố đô của những người Suessiones. Soissons cũng là một giáo phận Công giáo Rôma cổ kính, thành lập ngày đến từ khoảng năm 300.